# Poul Ove Jensen
Pour les articles homonymes, voir Poul Jensen et Jensen.
Poul Ove Jensen (né le 10 mars 1937 à Kauslunde au Danemark) est un architecte danois. En 2013, il est directeur du département des ponts de la firme danoise Dissing+Weitling à qui l'on doit la conception du pont de l'Öresund, du pont de Stonecutters et du pont Samuel-De Champlain.

## Biographie
Poul Ove Jensen est né le 10 mars 1937 à Kauslunde au Danemark.

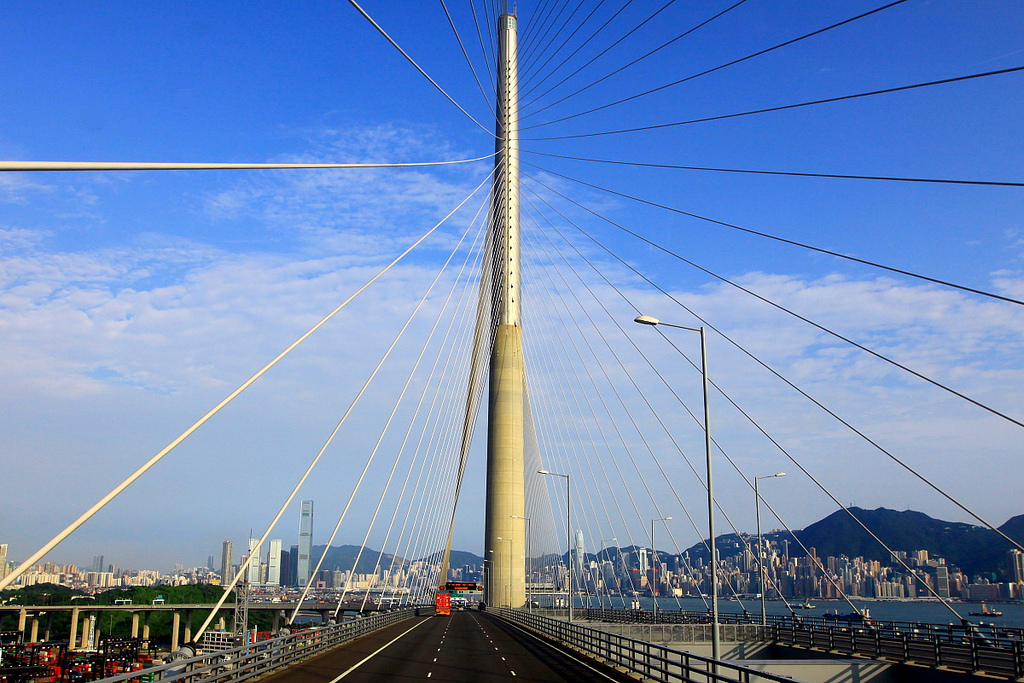
Sur le pont de Stonecutters à Hong Kong.

Poul Ove Jensen a participé à la conception du pont de l'Öresund qui reliera le Danemark et la Suède, au pont de Stonecutters à Hong Kong, ainsi qu'à la liaison du Grand Belt au Danemark. « Il a été responsable de la conception et de l'ingénierie de 200 ponts dans 30 pays,. »
En 2013, il est directeur du département des ponts de la firme danoise Dissing+Weitling.
Au début de décembre 2013, le gouvernement du Canada annonce que Ove Jensen sera consultant auprès des firmes qui construiront le futur pont Champlain qui relie Montréal à la rive sud du fleuve Saint-Laurent au Québec. Le 28 juin 2019, il est présent à Montréal en tant que concepteur principal du projet, pour l'inauguration officielle du Pont Samuel-De Champlain.

### Citations originales
1. ↑  (en) « He has been responsible for the design and engineering of 200 bridges in 30 countries. »